# 周信有
周信有（1921年2月—2018年3月10日），男，汉族，山东牟平人，中国中医学家，甘肃中医药大学教授，第三届国医大师，精通《内经》。也是山東省首位国医大师。